# Conosimus oshanini
Conosimus oshanini är en insektsart som beskrevs av Puton 1890. Conosimus oshanini ingår i släktet Conosimus och familjen sköldstritar. Inga underarter finns listade i Catalogue of Life.